# Euproctis scotochyta
Euproctis scotochyta är en fjärilsart som beskrevs av Turner 1902. Euproctis scotochyta ingår i släktet Euproctis och familjen tofsspinnare. Inga underarter finns listade i Catalogue of Life.